# Raquel Seruca
Raquel Seruca, de nome completo Maria Raquel Campos Seruca (Porto, 1962 – Porto, 29 de maio de 2022), foi uma oncobióloga portuguesa, condecorada pelo governo português com a Ordem do Infante D. Henrique.

## Biografia
Raquel Seruca, nasceu, cresceu e estudou no Porto.
Formou-se em Medicina na Faculdade de Medicina da Universidade do Porto, onde virá também a obter o doutoramento na na área da genética molecular do cancro no estômago com Sobrinho Simões em 1995. Foi também bolseira na Universidade de Groningen no departamento Genética Humana.
Ao lado de Joana Paredes, liderou a equipa que foi por três vezes, pela associação No Stomach For Cancer, pelo trabalho de investigação desenvolvido no sentido de criar um conjuntos de testes que permitam identificar mutações do gene Caderina-E, responsável pelo cancro estômago, transmitidas via de geração em geração.
Liderou a candidatura do projecto TeamUp4Cancer apresentada pelo Instituto de Investigação e Inovação em Saúde (i3s), que faz parte do Porto Comprehensive Cancer Centre, aos apoios do Norte2020, tendo sido distinguida com o Prémio ACTIVA Mulheres Inspiradoras de Ciência em 2021.
Foi autora em mais de 300 artigos científicos tendo sido citada mais de 24 mil vezes, de acordo com o Google Scholar (dados de maio de 2022).
Faleceu no Porto em 2022.

## Prémios e Reconhecimento
Foi condecorada pelo governo português com a insígnia de Grande Oficial da Ordem do Infante D. Henrique, em 2009, pelo seu contributo para o estudo do cancro do estômago.
Recebeu a Medalha de Mérito Científico da Câmara Municipal do Porto em 2014. No mesmo ano, foi distinguida com o Prémio Femina Por mérito na Ciência.
No ano seguinte, em 2015, a associação norte-americana No Stomach for Cancer, galardoou a equipa de investigação liderada por ela e por Joana Paredes.
Em 2021, ganhou o Prémio ACTIVA Mulheres Inspiradoras de Ciência, pelo seu contributo para o Comprehensive Cancer Centre.

## Ligações Externas
- Polígrafo | Raquel Seruca entrevistada por Júlio Magalhães (2017)